# Phyllodoce neapolitana
Phyllodoce neapolitana är en ringmaskart som beskrevs av Ernst Ferdinand Nolte 1938. Phyllodoce neapolitana ingår i släktet Phyllodoce och familjen Phyllodocidae. Inga underarter finns listade i Catalogue of Life.